# Red Bee
Red Bee (in lingua italiana: Ape Rossa) è un supereroe della Golden Age dei fumetti che comparve per la prima volta in Hit Comics n. 1 (luglio 1940) della Quality Comics. Il personaggio divenne proprietà della DC Comics nel 1956. La versione originale del personaggio è da allora caduta nel pubblico dominio, mentre le successive versioni del personaggio sono ancora di proprietà della società.

## Richard Raleigh
L'identità segreta di Red Bee è Richard "Rick" Raleigh, assistente procuratore distrettuale di Superior City, nell'Oregon. Il suo modus operandi da supereroe proviene da un costume rosso e giallo, le sue api addestrate e una "pistola pungiglione", con cui combatteva i nazisti e i criminali. La sua ape preferita si chiama Michael e vive all'interno della fibbia della sua cintura per essere utilizzata in circostanze speciali; lo scrittore delle avventure probabilmente non sapeva che le api maschili non pungono per niente.
Il personaggio non fu mai pienamente popolare, e fu largamente dimenticato fino alla sua ricomparsa nella All-Star Squadron, dove fu rivelato che era stato assassinato dal super criminale nazista Barone Blitzkrieg. Comparve anche come fantasma nelle pagine di Starman. La parte fondamentale di questa apparizione è una cena a cui parteciparono parecchi eroi deceduti. La questione di cui discussero fu l'appello alla vita da supereroe (vedi Mister Terrific).
Altre comparse post-Crisi inclusero un cameo in Animal Man in cui il personaggio risiedeva in un "limbo cancella personaggi", e in Bizzarro Comics, dove lui ed il suo agente tentarono di migliorarne la sua commercialbilità. Fu menzionato da Plastic Man come "amico e compagno di bevute" in un numero di Justice League of America.

## Jenna Raleigh
Nelle pagine di Uncle Sam and the Freedom Fighters n. 5, la pronipote di Rick, Jenna Raleigh, prese il mantello di Red Bee. Utilizzò un'armatura da battaglia meccanizzata e due api robotiche che sparavano elettricità. Assistette i Combattenti per la Libertà contro lo S.H.A.D.E., un'organizzazione governativa malvagia. Presto imparò che i leader dei Combattenti per la Libertà, Zio Sam, aveva aiutato i suoi compagni grazie allo sviluppo della sua tecnologia. Jenna decise di rimanere e combattere con il gruppo. Momenti dopo, vide la morte di Invisible Hood, un altro alleato, ucciso da Raggio sotto l'influenza dello S.H.A.D.E..
Sotto il corso di Uncle Sam and the Freedom Fighters vol. 2 (2007), Jenna viene mutata da una colonia di insetti alieni in un ibrido insetto/umano, con abilità fisiche incrementate, capacità di produrre feromone, e un paio di antenne sulla testa.
Tuttavia, la sua mente fu completamente elusa dalla mutazione. Dopo aver tentato di colonizzare l'intera Terra, fu curata dalle sue afflizioni quando Lanford Terrill utilizzò i suoi nuovi poteri di Neon per distruggere l'influenza insettoide. Alla fine della serie, Jenna si sentì colpevole delle sue azioni, così rifuggì dalla vita di supereroina per continuare il suo lavoro nel campo della ricerca.